# Jess Willard
Jess Willard est un boxeur américain né le 29 décembre 1881 dans le comté de Pottawatomie, Kansas, et mort le 15 décembre 1968 à Los Angeles.

## Carrière
Jess Willard devient champion du monde des poids lourds le 5 avril 1915 en battant par KO au 26e round Jack Johnson et cède son titre le 4 juillet 1919 (défaite par KO face à Jack Dempsey).

## Distinction
- Jess Willard est membre de l'International Boxing Hall of Fame depuis 2003[3].